# 藁

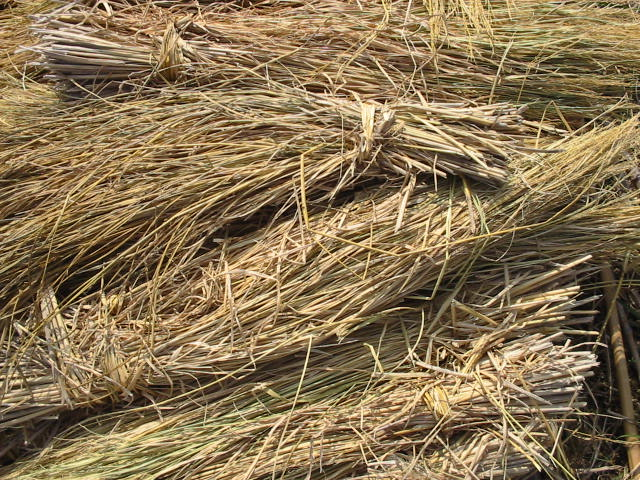
稲藁の束

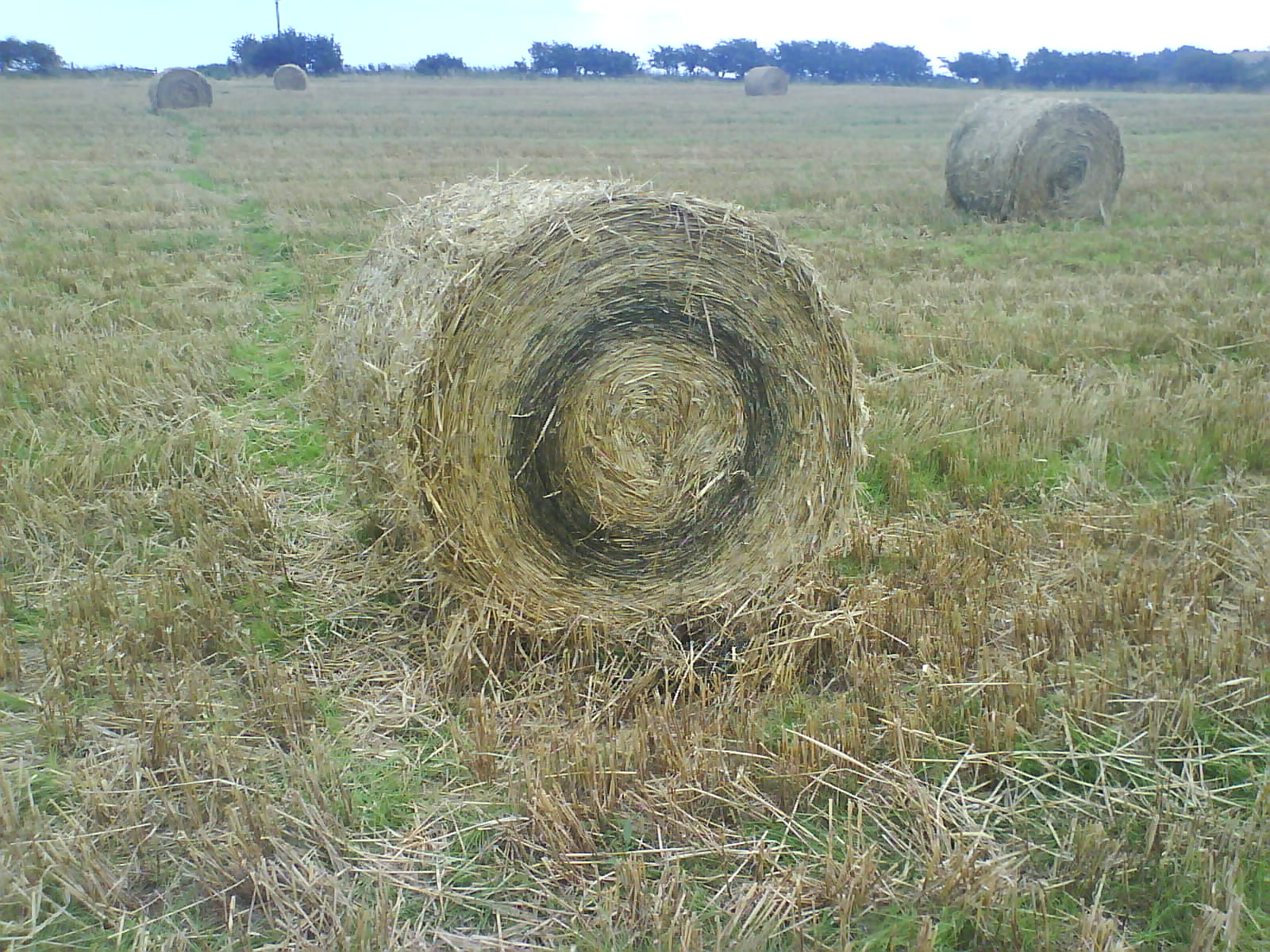
ベーラーでまとめられた飼料用の藁

藁（わら）とは、稲・小麦などイネ科植物の主に茎を乾燥させた物。稲作・麦作農業において発生する副産物であり、燃料、飼料、工芸品・藁葺屋根、生活用具などの原料として利用されてきた。

## 概要

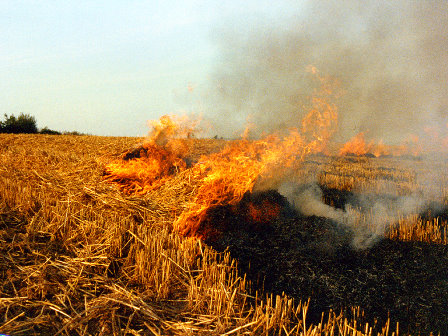
藁の野焼き

藁はかつては多方面からの需要が少なくなかったが、現代の特に先進国おいては近代化が進んだため需要は飼料分野（サイレージ）に集中している。需要自体は多く、日本は藁を外国から輸入している。日本の農業でも藁は大量に排出されているが、有効利用には成功していない。農林水産省も藁の利用を支援しているが種々の理由のために需給が噛み合わず、結果的に大半が廃棄物として、すき込みまたは野焼き処分となっている。「#稲わらの需要状況」「野焼き」も参照。

### 稲わらの需要状況

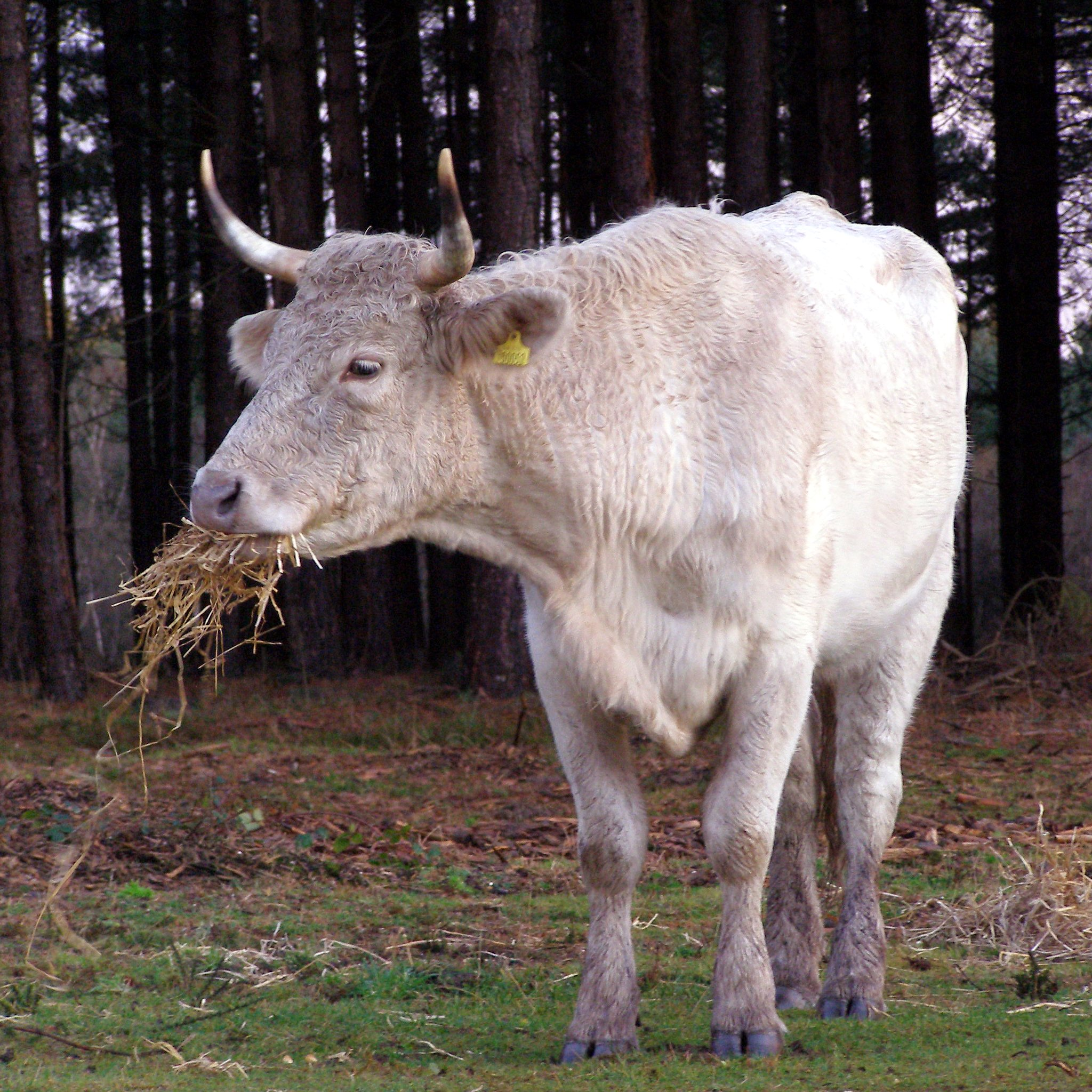
藁を食べる牛

2003年度（平成15年度）、国産稲わらは約871万t生産されているが、利用状況をみると飼料用は約1割にとどまっており、約8割の稲わらは、すき込み・焼却等で処分されている。飼料用稲藁の総供給量は119万tであり、このうち、国内産稲わらは85%、輸入稲わらは15%。
地域の主力農産物による需給の違いもあり、米どころの宮城県から畜産が盛んな鹿児島県へ稲藁を運んで飼料として活用し、畜産副産物の堆肥ペレットを鹿児島県から宮城県へ提供する広域連携の実証実験が、両県の農業協同組合により2023年春から行なわれている。
最近の研究では本田技術研究所からバイオマスエタノールの製造実験が発表されている。
茨城県水戸市と地元の水戸納豆各社は、納豆の容器に使う稲藁確保のための協議会を設立した。

## 用途
- 燃料：バイオマスエタノール
- 衣服：蓑、麦わら帽子、草鞋

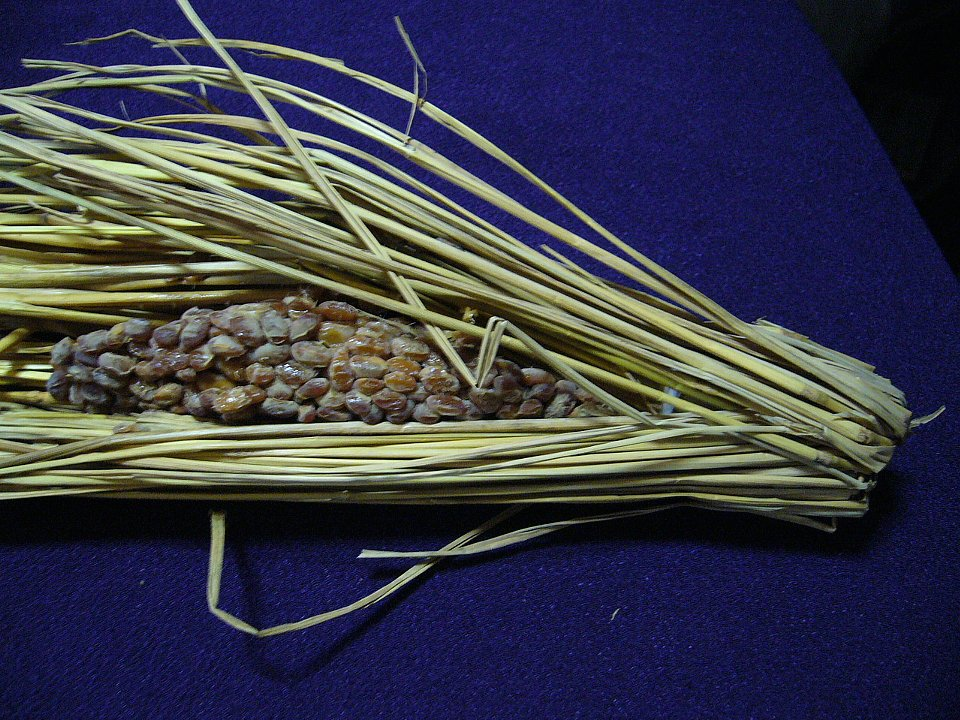
わら納豆

- 建築資材・家具：畳、屋根（茅葺）、ベッド、わら俵建築、筵、土壁の藁すさ
- 畜産用：家畜の床に敷く敷料(敷き藁)、餌となる飼料、堆肥
- 雑貨：箒、縄、わら半紙、巻藁（刀の試し切りや弓道用に使われる）藁絵（英語版）、かかし
  - 藁細工：かご細工（英語版）、俵、養蜂籠、猫ちぐら
- 調理・食器：藁苞（わらづと、納豆の包み等に用いる）、藁餅、カツオのタタキづくりでの炙り、麦藁ストロー
- 信仰：注連縄、ヒンメリ、藁人形、コーンドリー（英語版）
- 原料：釉薬（藁灰）、バイオプラスチック

## 各国のわら文化

### 日本

#### 歴史

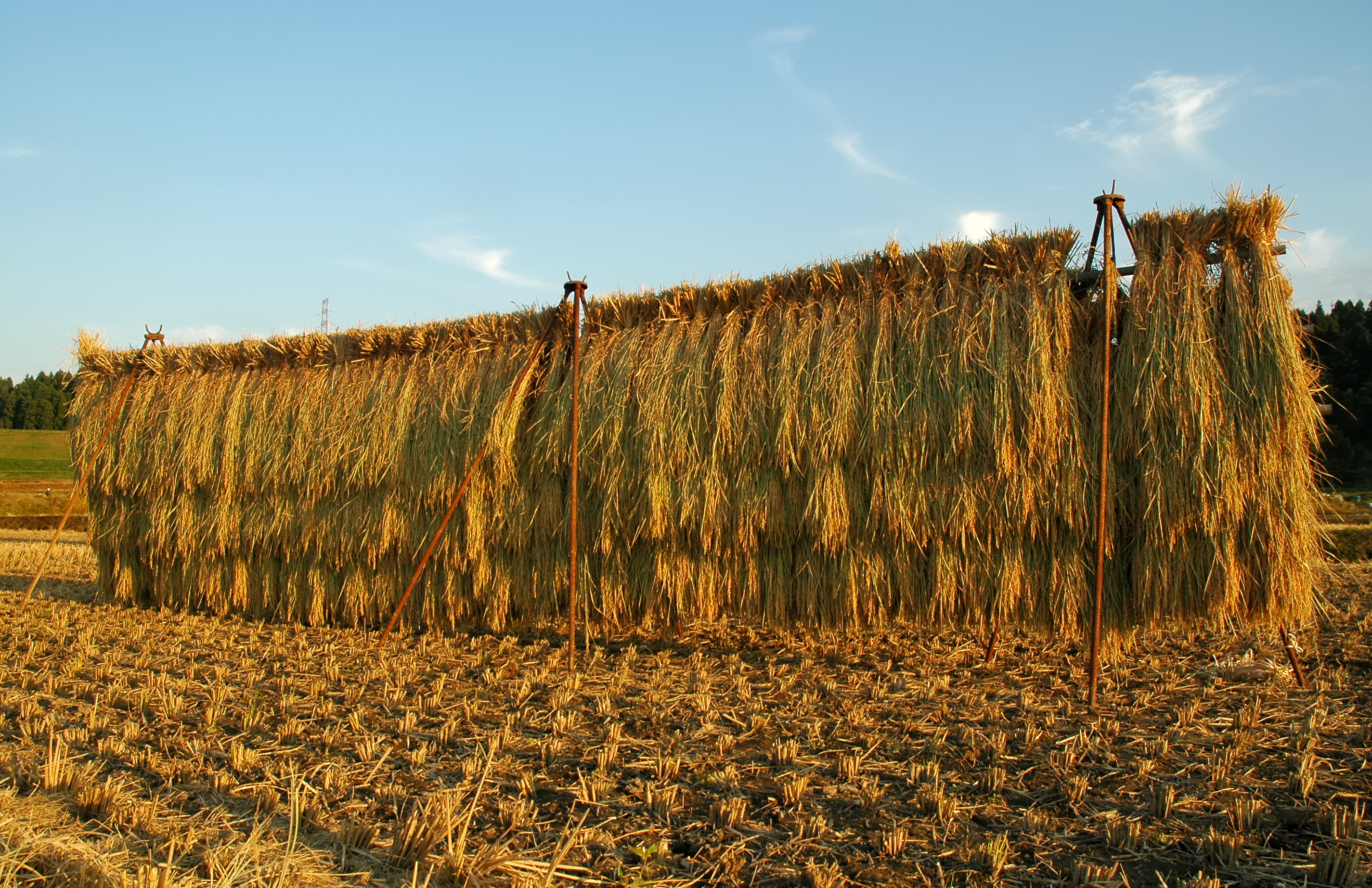
稲木

藁塚

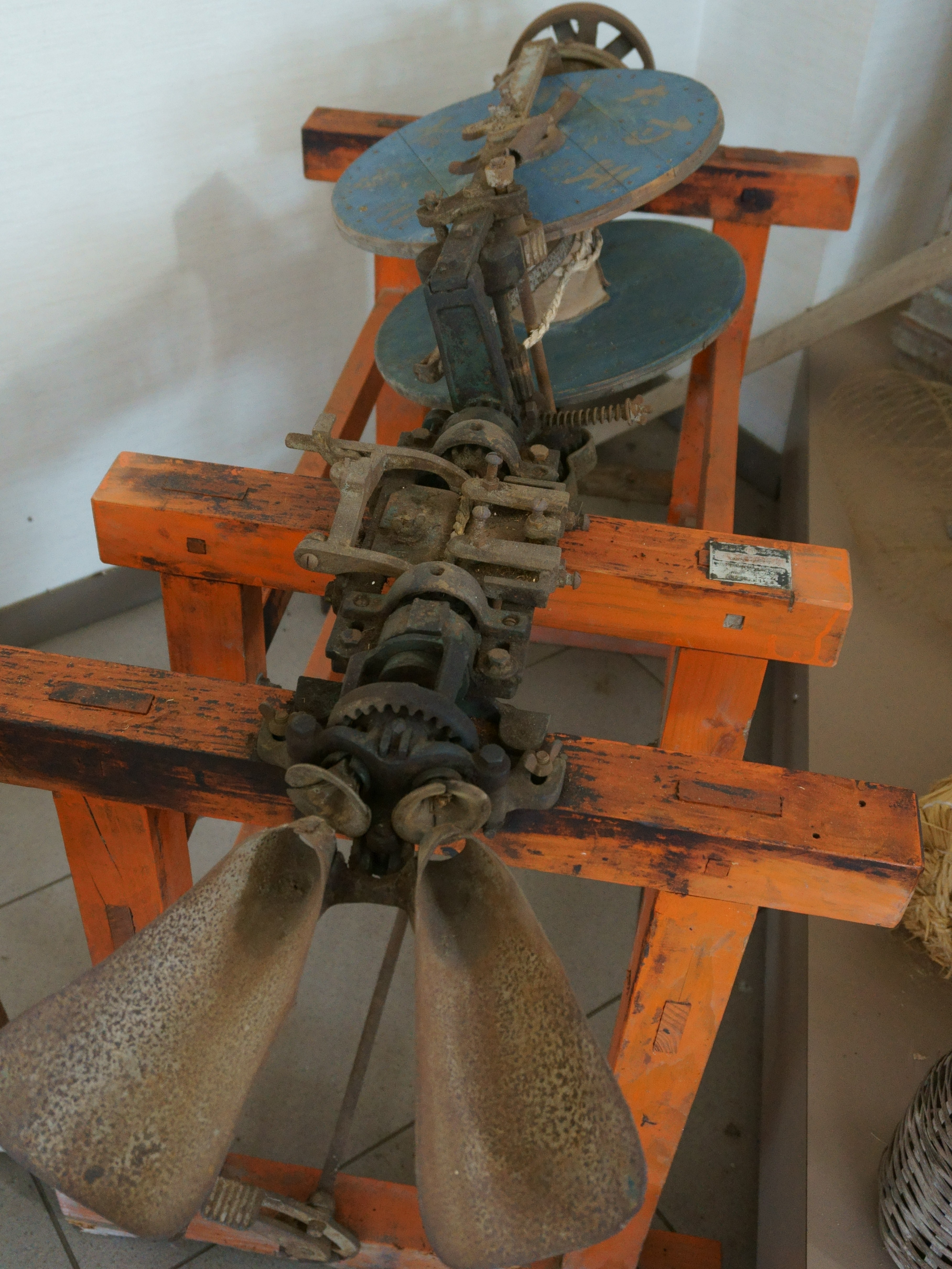
藁仕事の効率化のため明治終盤に考案された足踏み製縄機（せいじょうき）

麦の収穫では、道具を使わずに手で穂首を折り取ったり、穂を茎ごと引き抜く方法、収穫棒（各々の一端を紐で縛った2つの棒）で穂先を挟んでしごき取る方法もある。古くは、石器の鎌刃を動物の直線的な骨や角に一列に取り付けた鎌（直線鎌）による収穫が始まり、新石器時代前半の終わり頃に石器の鎌刃を曲線的な骨や角に取り付けた湾曲鎌が出現した。石器の湾曲鎌は後に同様の形状をした鉄器に取って代わられていった。
稲刈りは当初、石器の石庖丁による穂摘みでなされていたが、鉄製の鎌の普及によって株の基部を切断する方式に変化した。
麦作における湾曲鎌、稲作における鉄製鎌の出現は、イネ科植物を束にして一度に刈り取ることを可能にし、形の整った藁の大量発生に繋がったと考えられる。藁は十分に乾燥させると腐りにくく、保存しやすい。細い割に強度もある。このため家畜に食べさせる飼料のほか、そのまま燃料や緩衝材・断熱材として使用したり、編んだり、縄にして更にその縄を加工したりして様々な日用品や寝具が作られるようになった。
日本において例えば、『万葉集』の中でも見られる住宅に藁を敷いて寝るというスタイルは古代から地域によっては江戸時代まで続いた。住宅が板敷きになっても藁布団を用いたり、茣蓙や筵のような敷物、畳・円座といった藁製品の上に座ったりする風習は長く続いた。また、伝統的な日本家屋でも藁の利用は多く、木舞・苆として壁に塗り込んだり、重要部分を藁縄で結んだりした。
衣服としては笠や蓑、草鞋、藁手袋、雪国における深沓などが製作された。食生活では鍋敷や鍋掴、束子や容器類など、その他箒や俵、畚、縄跳用などの縄も藁製品の代表例である。藁は燃えやすいため竈や風呂焚き、屋外での焚火に薪とともにくべられた。とりわけ平野部の水田地帯は薪の得られる山林から遠いため、手近に得られる藁は炊事の燃料として大切だった。藁は牛・馬の餌(飼料)になったほか、余った藁や不要になった藁製品は堆肥としても使われ、近代以前の農村では使い尽くされた。また、注連縄や藁馬、藁人形などの神事にも欠かせなかった。
藁細工を行うにはハカマと呼ばれる下葉を取り去るワラスグリをはじめワラ切り、ワラ打ちなどの加工、更に腐熟を防止するために囲炉裏で乾燥させるとともに煙の微粒子を付ける作業も重要であった。とはいえ、これらの作業以外は基本的には撚り・束ね・組み・編み・巻上げ・織りといった比較的習熟しやすい作業が多く、農作業が出来ない冬などに老若男女を問わずに現金収入を得るための藁仕事が行われた。

### イギリス
イングランドではかつてほとんどの農村住居が麦藁葺きであった。住居の茅葺材としては、麦藁（Long Straw）、葦（WaterReed）、梳いた小麦藁（Combed WheatReed）が主要なものであるが、麦藁材が最も熟練技術を要する。
1940年以前は、茅葺用の麦藁は穀物生産の副産物を利用したものであった。しかし、1940年以降になると農業の変化により、穀物生産と茅葺き用麦藁の生産は切り離され、茅葺用の麦藁は特別な作物として育てられるようになった。さらに1994年以降は海外から輸入も行われている。

### ベラルーシ
2022年、国際連合教育科学文化機関(ユネスコ)の無形文化遺産にベラルーシの藁細工文化が登録された。
ベラルーシの藁細工の例
- 19世紀に作られた皇帝の門
- 鳥の人形
- 馬の人形